# Súperliga Femenina de Ecuador 2024
La Súperliga Ecuatoriana de Fútbol Femenino, denominada también como Súperliga Femenina Ecuabet por motivos de patrocinio, fue la sexta edición de la Súperliga Femenina, el cual es el campeonato de primera división del fútbol femenino ecuatoriano. El torneo es organizado por la Federación Ecuatoriana de Fútbol.

## Sistema de competición
El campeonato tiene un nuevo formato:
Primera Etapa
La primera etapa se jugará con partidos de ida y vuelta durante 14 fechas, divididos en dos grupos (grupo A y grupo B). En cada jornada un club tendrá descanso debido a que son 7 equipos por grupo. Contará con un total de 84 partidos. Los equipos ubicados en segundo y tercer lugar de la primera etapa se intercambian de grupos para la próxima etapa.
Segunda Etapa
La segunda etapa se jugará con los cuatro mejores de cada grupo (A y B), quienes pasan a formar dos cuadrangulares (1 y 2). Aquí jugarán todos contra todos con partidos de da y vuelta. Se jugarán 24 partidos.
Tercera Etapa
La tercera fase será el tramo final del torneo, llegarán los dos mejores de cada cuadrangular, se jugarán semifinales con partidos de ida y vuelta, contando con un total de 4 partidos.
Final
La gran final será con formato ida y vuelta.
El torneo contará con un total de 114 partidos con 24 fechas.

### Clasificación a torneos internacionales
El campeón clasificará a la Copa Libertadores Femenina 2024 como Ecuador 1.

### Sistema de descenso
Los equipos que se ubiquen en las tres últimas posiciones de la Tabla General de Posiciones descendarán a Ascenso Nacional Femenino de 2025.

## Relevo anual de clubes
| Pos. | Ascendidos a la Superliga |
| ---- | ------------------------- |
| 1.ª  | Toreros FC                |
| 2.ª  | Deportivo Cuenca          |

| Pos. | Descendidos al Ascenso Nacional Femenino |
| ---- | ---------------------------------------- |
| 13.ª | Carneras                                 |
| 14.ª | Patria                                   |

## Equipos participantes

### Información de los equipos
| Nombre del club                  | Ciudad                                                     | Entrenador                 | Estadio                                                            | Capacidad           |
| -------------------------------- | ---------------------------------------------------------- | -------------------------- | ------------------------------------------------------------------ | ------------------- |
| Barcelona                        | Guayaquil                                                  | Wendy Villón               | Ver listaComplejo Canchas del Astillero Monumental Banco Pichincha | Ver listaTBD 59 283 |
| Toreros FC                       | Guayaquil                                                  |                            | Complejo de Formativas Barcelona SC                                | TBD                 |
| Deportivo Cuenca                 | Cuenca                                                     |                            | Alejandro Serrano Aguilar                                          | 16500               |
| Ñusta                            | Cuenca                                                     | Franklin Patricio Espinoza | Alejandro Serrano Aguilar                                          | 16500               |
| Deportivo Ibarra                 | [[Archivo:\|15px\|border\|Bandera de Ibarra]] Ibarra       | Mauricio Bolaños           | Olímpico de Ibarra                                                 | 17 300              |
| El Nacional                      | Quito                                                      | Diego Torres               | Complejo BGR El Sauce                                              | 300                 |
| Espuce                           | Quito                                                      | Boris Tipán                | Nayón                                                              | TBD                 |
| Dragonas/Independiente del Valle | [[Archivo:\|15px\|border\|Bandera de Sangolquí]] Sangolquí | Francisco Ramírez          | Banco Guayaquil                                                    | 12000               |
| Liga de Quito                    | Quito                                                      | Rosana Gómez               | Rodrigo Paz Delgado                                                | 41575               |
| Macará                           | Ambato                                                     | María Jesús Cores          | Complejo Deportivo La Providencia                                  | 100                 |
| Ñañas                            | Quito                                                      | César Zambrano             | General Rumiñahui                                                  | 7500                |
| Quito FC                         | Quito                                                      | José Dávila                | Complejo Ney Mancheno Velasco                                      | 7500                |
| Leones del Norte                 | [[Archivo:\|15px\|border\|Bandera de Ibarra]] Ibarra       | Anderson Torres            | Liga Deportiva Cantonal de Otavalo                                 | 3000                |
| Universidad Católica             | Quito                                                      | Lenin Pule                 | La Armenia                                                         | 2000                |

### Localización
| Ubicación de localía de los equipos |
| --- |
| Deportivo Ibarra Leones del Norte El Nacional Espuce Liga de Quito Ñañas Quito Universidad Católica Barcelona Patria Macará Carneras Ñusta Independiente del Valle |

| Equipos por provincias | Equipos por provincias | Equipos por provincias                                                                          |
| Provincias             | N.º                    | Equipos                                                                                         |
| ---------------------- | ---------------------- | ----------------------------------------------------------------------------------------------- |
| Pichincha              | 7                      | El Nacional, Espuce, Independiente del Valle, Liga de Quito, Ñañas, Quito, Universidad Católica |
| Guayas                 | 2                      | Barcelona, Toreros Fc                                                                           |
| Azuay                  | 2                      | Deportivo Cuenca, Ñusta                                                                         |
| Imbabura               | 2                      | Leones del Norte, Deportivo Ibarra                                                              |
| Tungurahua             | 1                      | Macará                                                                                          |

## Primera etapa

### Grupo A

#### Clasificación
| Pos. | Equipo           | Pts. | PJ | G | E | P  | GF | GC | Dif. |  |
| ---- | ---------------- | ---- | -- | - | - | -- | -- | -- | ---- |  |
| 1    | Liga de Quito    | 29   | 12 | 9 | 2 | 1  | 45 | 10 | +35  |  |
| 2    | Barcelona        | 29   | 12 | 9 | 2 | 1  | 38 | 7  | +31  |  |
| 3    | Leones del Norte | 27   | 12 | 8 | 3 | 1  | 32 | 8  | +24  |  |
| 4    | Macará           | 14   | 12 | 4 | 2 | 6  | 19 | 17 | +2   |  |
| 5    | Quito            | 9    | 12 | 2 | 3 | 7  | 14 | 36 | −22  |  |
| 6    | El Nacional      | 8    | 12 | 3 | 2 | 7  | 13 | 26 | −13  |  |
| 7    | Deportivo Cuenca | 0    | 12 | 0 | 0 | 12 | 7  | 64 | −57  |  |

 Fuente: FEF
Criterios de clasificación: 1) Puntos; 2) Diferencia de goles; 3) Goles marcados; 4) Goles de visitante; 5) Fair Play; 6) Sorteo Público
Notas:
1. ↑  El Nacional, en todos sus equipos, fue sancionado con 3 puntos menos, por deudas

|  | Clasificados a la Segunda etapa. |

#### Resultados
| Fecha 1          | Fecha 1   | Fecha 1          | Fecha 1                       | Fecha 1     | Fecha 1 |
| Local            | Resultado | Visitante        | Estadio                       | Fecha       | Hora    |
| ---------------- | --------- | ---------------- | ----------------------------- | ----------- | ------- |
| El Nacional      | 4 – 0     | Dep. Cuenca      | Complejo BGR El Sauce         | 13 de abril | 10:00   |
| Quito FC         | 1 – 4     | Macará           | Complejo Ney Mancheno Velasco | 14 de abril | 11:30   |
| Liga de Quito    | 1 – 1     | Leones del Norte | Rodrigo Paz Delgado           | 26 de junio | 15:00   |
| Libre: Barcelona |           |                  |                               |             |         |

| Fecha 2          | Fecha 2   | Fecha 2       | Fecha 2                    | Fecha 2     | Fecha 2 |
| Local            | Resultado | Visitante     | Estadio                    | Fecha       | Hora    |
| ---------------- | --------- | ------------- | -------------------------- | ----------- | ------- |
| Dep. Cuenca      | 1 – 2     | Quito FC      | Alejandro Serrano Aguilar  | 27 de abril | 10:00   |
| Leones del Norte | 2 – 1     | El Nacional   | Municipal de Otavalo       | 27 de abril | 12:00   |
| Barcelona        | 4 – 0     | Liga de Quito | Monumental Banco Pichincha | 27 de abril | 15ː00   |
| Libre: Macará    |           |               |                            |             |         |

| Fecha 3              | Fecha 3   | Fecha 3          | Fecha 3                           | Fecha 3   | Fecha 3 |
| Local                | Resultado | Visitante        | Estadio                           | Fecha     | Hora    |
| -------------------- | --------- | ---------------- | --------------------------------- | --------- | ------- |
| Macará               | 4 – 0     | Dep. Cuenca      | Complejo Deportivo La Providencia | 3 de mayo | 11ː00   |
| El Nacional          | 0 – 3     | Barcelona        | Complejo BGR El Sauce             | 4 de mayo | 10ː00   |
| Quito FC             | 0 – 2     | Leones del Norte | Complejo Ney Mancheno Velasco     | 5 de mayo | 11ː30   |
| Libre: Liga de Quito |           |                  |                                   |           |         |

| Fecha 4            | Fecha 4   | Fecha 4     | Fecha 4              | Fecha 4    | Fecha 4 |
| Local              | Resultado | Visitante   | Estadio              | Fecha      | Hora    |
| ------------------ | --------- | ----------- | -------------------- | ---------- | ------- |
| Barcelona          | 4 – 0     | Quito FC    | Complejo Casa Finca  | 10 de mayo | 15:00   |
| Leones del Norte   | 3 – 1     | Macará      | Municipal de Otavalo | 11 de mayo | 14:00   |
| Liga de Quito      | 5 – 0     | El Nacional | Rodrigo Paz Delgado  | 12 de mayo | 10:00   |
| Libre: Dep. Cuenca |           |             |                      |            |         |

| Fecha 5            | Fecha 5   | Fecha 5          | Fecha 5                   | Fecha 5    | Fecha 5 |
| Local              | Resultado | Visitante        | Estadio                   | Fecha      | Hora    |
| ------------------ | --------- | ---------------- | ------------------------- | ---------- | ------- |
| Macará             | 0 – 1     | Barcelona        | Complejo Macará           | 15 de mayo | 11:00   |
| Dep. Cuenca        | 2 – 4     | Leones del Norte | Alejandro Serrano Aguilar | 15 de mayo | 14:00   |
| Quito FC           | 0 – 7     | Liga de Quito    | Complejo Ney Mancheno     | 15 de mayo | 16:00   |
| Libre: El Nacional |           |                  |                           |            |         |

| Fecha 6                 | Fecha 6   | Fecha 6     | Fecha 6             | Fecha 6    | Fecha 6 |
| Local                   | Resultado | Visitante   | Estadio             | Fecha      | Hora    |
| ----------------------- | --------- | ----------- | ------------------- | ---------- | ------- |
| Barcelona               | 7 – 0     | Dep. Cuenca | Banco Pichincha     | 18 de mayo | 15:30   |
| Liga de Quito           | 2 – 1     | Macará      | Rodrigo Paz Delgado | 19 de mayo | 11:00   |
| El Nacional             | 1 – 1     | Quito FC    | Complejo Tumbaco    | 19 de mayo | 15:00   |
| Libre: Leones del Norte |           |             |                     |            |         |

| Fecha 7          | Fecha 7   | Fecha 7       | Fecha 7                   | Fecha 7    | Fecha 7 |
| Local            | Resultado | Visitante     | Estadio                   | Fecha      | Hora    |
| ---------------- | --------- | ------------- | ------------------------- | ---------- | ------- |
| Dep. Cuenca      | 0 – 5     | Liga de Quito | Alejandro Serrano Aguilar | 24 de mayo | 10:00   |
| Macará           | 2 – 0     | El Nacional   | Complejo Macará           | 25 de mayo | 10:00   |
| Leones del Norte | 0 – 0     | Barcelona     | Municipal de Otavalo      | 25 de mayo | 14:00   |
| Libre: Quito FC  |           |               |                           |            |         |

| Fecha 8          | Fecha 8   | Fecha 8       | Fecha 8                   | Fecha 8    | Fecha 8 |
| Local            | Resultado | Visitante     | Estadio                   | Fecha      | Hora    |
| ---------------- | --------- | ------------- | ------------------------- | ---------- | ------- |
| Macará           | 1 – 1     | Quito FC      | Complejo Macará           | 8 de junio | 10:00   |
| Dep. Cuenca      | 0 – 3     | El Nacional   | Alejandro Serrano Aguilar | 8 de junio | 12:00   |
| Leones del Norte | 2 – 2     | Liga de Quito | Municipal de Otavalo      | 8 de junio | 15:00   |
| Libre: Barcelona |           |               |                           |            |         |

| Fecha 9       | Fecha 9   | Fecha 9          | Fecha 9                       | Fecha 9     | Fecha 9 |
| Local         | Resultado | Visitante        | Estadio                       | Fecha       | Hora    |
| ------------- | --------- | ---------------- | ----------------------------- | ----------- | ------- |
| Quito FC      | 5 – 1     | Dep. Cuenca      | Complejo Ney Mancheno Velazco | 15 de junio | 16:00   |
| El Nacional   | 0 – 4     | Leones del Norte | General Rumiñahui             | 15 de junio | 15:00   |
| Liga de Quito | 4 – 1     | Barcelona        | Rodrigo Paz Delgado           | 16 de junio | 10:00   |
| Libre: Macará |           |                  |                               |             |         |

| Fecha 10             | Fecha 10  | Fecha 10    | Fecha 10                  | Fecha 10    | Fecha 10 |
| Local                | Resultado | Visitante   | Estadio                   | Fecha       | Hora     |
| -------------------- | --------- | ----------- | ------------------------- | ----------- | -------- |
| Dep. Cuenca          | 2 – 5     | Macará      | Alejandro Serrano Aguilar | 18 de junio | 11:00    |
| Leones del Norte     | 3 – 0     | Quito FC    | Municipal de Otavalo      | 19 de junio | 10:00    |
| Barcelona            | 6 – 1     | El Nacional | Los Chirijos              | 19 de junio | 11:00    |
| Libre: Liga de Quito |           |             |                           |             |          |

| Fecha 11           | Fecha 11  | Fecha 11         | Fecha 11                      | Fecha 11    | Fecha 11 |
| Local              | Resultado | Visitante        | Estadio                       | Fecha       | Hora     |
| ------------------ | --------- | ---------------- | ----------------------------- | ----------- | -------- |
| Macará             | 0 – 2     | Leones del Norte | Complejo Macará               | 22 de junio | 12:00    |
| Quito FC           | 2 – 2     | Barcelona        | Complejo Ney Mancheno Velasco | 23 de junio | 12:30    |
| El Nacional        | 0 – 2     | Liga de Quito    | General Rumiñahui             | 23 de junio | 15:00    |
| Libre: Dep. Cuenca |           |                  |                               |             |          |

| Fecha 12           | Fecha 12  | Fecha 12    | Fecha 12             | Fecha 12    | Fecha 12 |
| Local              | Resultado | Visitante   | Estadio              | Fecha       | Hora     |
| ------------------ | --------- | ----------- | -------------------- | ----------- | -------- |
| Leones del Norte   | 9 – 0     | Dep. Cuenca | Municipal de Otavalo | 29 de junio | 14:00    |
| Barcelona          | 3 – 0     | Macará      | Christian Benitez    | 29 de junio | 15:30    |
| Liga de Quito      | 7 – 1     | Quito FC    | Rodrigo Paz Delgado  | 30 de junio | 12:00    |
| Libre: El Nacional |           |             |                      |             |          |

| Fecha 13                | Fecha 13  | Fecha 13      | Fecha 13                  | Fecha 13   | Fecha 13 |
| Local                   | Resultado | Visitante     | Estadio                   | Fecha      | Hora     |
| ----------------------- | --------- | ------------- | ------------------------- | ---------- | -------- |
| Dep. Cuenca             | 0 – 6     | Barcelona     | Alejandro Serrano Aguilar | 5 de julio | 11:00    |
| Macará                  | 0 – 1     | Liga de Quito | Complejo Macará           | 6 de julio | 11:00    |
| Quito FC                | 0 – 2     | El Nacional   | Complejo Ney Mancheno     | 7 de julio | 16:00    |
| Libre: Leones del Norte |           |               |                           |            |          |

| Fecha 14        | Fecha 14  | Fecha 14         | Fecha 14            | Fecha 14    | Fecha 14 |
| Local           | Resultado | Visitante        | Estadio             | Fecha       | Hora     |
| --------------- | --------- | ---------------- | ------------------- | ----------- | -------- |
| Liga de Quito   | 9 – 0     | Dep. Cuenca      | Rodrigo Paz Delgado | 20 de julio | 11:00    |
| El Nacional     | 1 – 1     | Macará           | General Rumiñahui   | 20 de julio | 11:00    |
| Barcelona       | 1 – 0     | Leones del Norte | Los Chirijos        | 20 de julio | 11:00    |
| Libre: Quito FC |           |                  |                     |             |          |

### Grupo B

#### Clasificación
| Pos. | Equipo                  | Pts. | PJ | G  | E | P  | GF | GC | Dif. |  |
| ---- | ----------------------- | ---- | -- | -- | - | -- | -- | -- | ---- |  |
| 1    | Independiente del Valle | 36   | 12 | 12 | 0 | 0  | 49 | 7  | +42  |  |
| 2    | Ñañas                   | 23   | 12 | 7  | 2 | 3  | 31 | 14 | +17  |  |
| 3    | Universidad Católica    | 22   | 12 | 7  | 1 | 4  | 31 | 13 | +18  |  |
| 4    | Espuce                  | 20   | 12 | 6  | 2 | 4  | 20 | 15 | +5   |  |
| 5    | Deportivo Ibarra        | 14   | 12 | 4  | 2 | 6  | 21 | 21 | 0    |  |
| 6    | Ñusta                   | 7    | 12 | 2  | 1 | 9  | 13 | 39 | −26  |  |
| 7    | Toreros                 | 0    | 12 | 0  | 0 | 12 | 8  | 64 | −56  |  |

 Fuente: FEF
Criterios de clasificación: 1) Puntos; 2) Diferencia de goles; 3) Goles marcados; 4) Goles de visitante; 5) Fair Play; 6) Sorteo Público
|  | Clasificados a la Segunda etapa. |

#### Resultados
| Fecha 1             | Fecha 1   | Fecha 1        | Fecha 1           | Fecha 1     | Fecha 1 |
| Local               | Resultado | Visitante      | Estadio           | Fecha       | Hora    |
| ------------------- | --------- | -------------- | ----------------- | ----------- | ------- |
| Dep. Ibarra         | 0 – 3     | Ñañas          | Ciudad de Ibarra  | 13 de abril | 11:30   |
| Ñusta               | 1 – 3     | Espuce         | Gerardo Leon Pozo | 13 de abril | 14:00   |
| Toreros             | 1 – 5     | Univ. Católica | Centro Téc. Daule | 14 de abril | 11:00   |
| Libre: Dragonas IDV |           |                |                   |             |         |

| Fecha 2        | Fecha 2   | Fecha 2     | Fecha 2           | Fecha 2     | Fecha 2 |
| Local          | Resultado | Visitante   | Estadio           | Fecha       | Hora    |
| -------------- | --------- | ----------- | ----------------- | ----------- | ------- |
| Univ. Católica | 1 – 0     | Dep. Ibarra | Gral. Rumiñahui   | 27 de abril | 10:00   |
| Dragonas IDV   | 7 – 0     | Ñusta       | Banco Guayaquil   | 28 de abril | 10:00   |
| Espuce         | 2 – 1     | Toreros     | Francisco Reinoso | 28 de abril | 14ː30   |
| Libre: Ñañas   |           |             |                   |             |         |

| Fecha 3      | Fecha 3   | Fecha 3        | Fecha 3           | Fecha 3   | Fecha 3 |
| Local        | Resultado | Visitante      | Estadio           | Fecha     | Hora    |
| ------------ | --------- | -------------- | ----------------- | --------- | ------- |
| Dep. Ibarra  | 1 - 1     | Espuce         | Ciudad de Ibarra  | 4 de mayo | 10:00   |
| Ñañas        | 1 - 1     | Univ. Católica | Gral. Rumiñahui   | 4 de mayo | 11ː00   |
| Toreros      | 0 – 6     | Dragonas IDV   | Centro Téc. Daule | 5 de mayo | 10:00   |
| Libre: Ñusta |           |                |                   |           |         |

| Fecha 4               | Fecha 4   | Fecha 4     | Fecha 4                   | Fecha 4    | Fecha 4 |
| Local                 | Resultado | Visitante   | Estadio                   | Fecha      | Hora    |
| --------------------- | --------- | ----------- | ------------------------- | ---------- | ------- |
| Dragonas IDV          | 4 – 0     | Dep. Ibarra | Banco Guayaquil           | 10 de mayo | 14:00   |
| Ñusta                 | 4 – 1     | Toreros     | Alejandro Serrano Aguilar | 11 de mayo | 15:30   |
| Espuce                | 0 – 1     | Ñañas       | Francisco Reinoso         | 12 de mayo | 9:30    |
| Libre: Univ. Católica |           |             |                           |            |         |

| Fecha 5        | Fecha 5   | Fecha 5      | Fecha 5           | Fecha 5    | Fecha 5 |
| Local          | Resultado | Visitante    | Estadio           | Fecha      | Hora    |
| -------------- | --------- | ------------ | ----------------- | ---------- | ------- |
| Dep. Ibarra    | 1 – 0     | Ñusta        | LDP Caranqui      | 14 de mayo | 15:00   |
| Univ. Católica | 1 – 2     | Espuce       | General Rumiñahui | 15 de mayo | 10:00   |
| Ñañas          | 1 – 2     | Dragonas IDV | General Rumiñahui | 15 de mayo | 15:00   |
| Libre: Toreros |           |              |                   |            |         |

| Fecha 6       | Fecha 6   | Fecha 6        | Fecha 6                   | Fecha 6    | Fecha 6 |
| Local         | Resultado | Visitante      | Estadio                   | Fecha      | Hora    |
| ------------- | --------- | -------------- | ------------------------- | ---------- | ------- |
| Toreros       | 0 – 3     | Dep. Ibarra    | Alejandro Ponce Noboa     | 17 de mayo | 15:00   |
| Ñusta         | 1 – 1     | Ñañas          | Alejandro Serrano Aguilar | 19 de mayo | 10:00   |
| Dragonas IDV  | 2 – 1     | Univ. Católica | Chubb Arena               | 19 de mayo | 14:00   |
| Libre: Espuce |           |                |                           |            |         |

| Fecha 7            | Fecha 7   | Fecha 7      | Fecha 7           | Fecha 7    | Fecha 7 |
| Local              | Resultado | Visitante    | Estadio           | Fecha      | Hora    |
| ------------------ | --------- | ------------ | ----------------- | ---------- | ------- |
| Espuce             | 1 – 2     | Dragonas IDV | Francisco Reinoso | 24 de mayo | 9:30    |
| Univ. Católica     | 4 – 0     | Ñusta        | General Rumiñahui | 24 de mayo | 10:00   |
| Ñañas              | 9 – 0     | Toreros      | General Rumiñahui | 24 de mayo | 14:30   |
| Libre: Dep. Ibarra |           |              |                   |            |         |

| Fecha 8             | Fecha 8   | Fecha 8     | Fecha 8           | Fecha 8    | Fecha 8 |
| Local               | Resultado | Visitante   | Estadio           | Fecha      | Hora    |
| ------------------- | --------- | ----------- | ----------------- | ---------- | ------- |
| Univ. Católica      | 9 – 1     | Toreros     | General Rumiñahui | 7 de junio | 10:00   |
| Espuce              | 3 – 0     | Ñusta       | Francisco Reinoso | 7 de junio | 15:00   |
| Ñañas               | 2 – 1     | Dep. Ibarra | General Rumiñahui | 8 de junio | 10:00   |
| Libre: Dragonas IDV |           |             |                   |            |         |

| Fecha 9      | Fecha 9   | Fecha 9        | Fecha 9                   | Fecha 9     | Fecha 9 |
| Local        | Resultado | Visitante      | Estadio                   | Fecha       | Hora    |
| ------------ | --------- | -------------- | ------------------------- | ----------- | ------- |
| Dep. Ibarra  | 0 – 3     | Univ. Católica | Olímpico de Ibarra        | 15 de junio | 10:00   |
| Ñusta        | 0 – 5     | Dragonas IDV   | Alejandro Serrano Aguilar | 15 de junio | 15:00   |
| Toreros      | 0 – 3     | Espuce         | Alejandro Ponce Noboa     | 16 de junio | 11:15   |
| Libre: Ñañas |           |                |                           |             |         |

| Fecha 10       | Fecha 10  | Fecha 10    | Fecha 10          | Fecha 10    | Fecha 10 |
| Local          | Resultado | Visitante   | Estadio           | Fecha       | Hora     |
| -------------- | --------- | ----------- | ----------------- | ----------- | -------- |
| Univ. Católica | 3 – 3     | Ñañas       | General Rumiñahui | 19 de junio | 10:00    |
| Espuce         | 1 – 1     | Dep. Ibarra | L.P.D. de Nayón   | 19 de junio | 10:00    |
| Dragonas IDV   | 8 – 1     | Toreros     | Chubb Arena       | 19 de junio | 10:30    |
| Libre: Ñusta   |           |             |                   |             |          |

| Fecha 11              | Fecha 11  | Fecha 11     | Fecha 11              | Fecha 11    | Fecha 11 |
| Local                 | Resultado | Visitante    | Estadio               | Fecha       | Hora     |
| --------------------- | --------- | ------------ | --------------------- | ----------- | -------- |
| Dep. Ibarra           | 0 – 4     | Dragonas IDV | Olímpico de Ibarra    | 22 de junio | 10:00    |
| Ñañas                 | 2 – 0     | Espuce       | General Rumiñahui     | 23 de junio | 10:00    |
| Toreros               | 2 – 3     | Ñusta        | Alejandro Ponce Noboa | 22 de junio | 11:15    |
| Libre: Univ. Católica |           |              |                       |             |          |

| Fecha 12       | Fecha 12  | Fecha 12       | Fecha 12                  | Fecha 12    | Fecha 12 |
| Local          | Resultado | Visitante      | Estadio                   | Fecha       | Hora     |
| -------------- | --------- | -------------- | ------------------------- | ----------- | -------- |
| Espuce         | 2 – 0     | Univ. Católica | Francisco Reinoso         | 28 de junio | 15:00    |
| Ñusta          | 2 – 7     | Dep. Ibarra    | Alejandro Serrano Aguilar | 29 de junio | 15:00    |
| Dragonas IDV   | 4 – 2     | Ñañas          | Chubb Arena               | 30 de junio | 11:00    |
| Libre: Toreros |           |                |                           |             |          |

| Fecha 13       | Fecha 13  | Fecha 13     | Fecha 13           | Fecha 13   | Fecha 13 |
| Local          | Resultado | Visitante    | Estadio            | Fecha      | Hora     |
| -------------- | --------- | ------------ | ------------------ | ---------- | -------- |
| Univ. Católica | 0 – 1     | Dragonas IDV | General Rumiñahui  | 5 de julio | 10:00    |
| Dep. Ibarra    | 7 – 0     | Toreros      | Olímpico de Ibarra | 6 de julio | 10:00    |
| Ñañas          | 1 – 0     | Ñusta        | General Rumiñahui  | 6 de julio | 15:00    |
| Libre: Espuce  |           |              |                    |            |          |

| Fecha 14           | Fecha 14  | Fecha 14       | Fecha 14              | Fecha 14    | Fecha 14 |
| Local              | Resultado | Visitante      | Estadio               | Fecha       | Hora     |
| ------------------ | --------- | -------------- | --------------------- | ----------- | -------- |
| Dragonas IDV       | 4 – 1     | Espuce         | Chubb Arena           | 20 de julio | 11:00    |
| Ñusta              | 0 – 2     | Univ. Católica | Jorge Andrade Cantos  | 20 de julio | 11:00    |
| Toreros            | 1 – 5     | Ñañas          | Alejandro Ponce Noboa | 20 de julio | 11:00    |
| Libre: Dep. Ibarra |           |                |                       |             |          |

### Clasificación acumulada
| Pos. | Equipo                  | Pts. | PJ | G  | E | P  | GF | GC | Dif. |  |
| ---- | ----------------------- | ---- | -- | -- | - | -- | -- | -- | ---- |  |
| 1    | Independiente del Valle | 36   | 12 | 12 | 0 | 0  | 49 | 7  | +42  |  |
| 2    | Liga de Quito           | 29   | 12 | 9  | 2 | 1  | 45 | 10 | +35  |  |
| 3    | Barcelona               | 29   | 12 | 9  | 2 | 1  | 38 | 7  | +31  |  |
| 4    | Leones del Norte        | 27   | 12 | 8  | 3 | 1  | 32 | 8  | +24  |  |
| 5    | Ñañas                   | 23   | 12 | 7  | 2 | 3  | 31 | 14 | +17  |  |
| 6    | Universidad Católica    | 22   | 12 | 7  | 1 | 4  | 31 | 13 | +18  |  |
| 7    | Espuce                  | 20   | 12 | 6  | 2 | 4  | 20 | 15 | +5   |  |
| 8    | Macará                  | 14   | 12 | 4  | 2 | 6  | 19 | 17 | +2   |  |
| 9    | Deportivo Ibarra        | 14   | 12 | 4  | 2 | 6  | 21 | 21 | 0    |  |
| 10   | Quito                   | 9    | 12 | 2  | 3 | 7  | 14 | 36 | −22  |  |
| 11   | El Nacional             | 8    | 12 | 3  | 2 | 7  | 13 | 26 | −13  |  |
| 12   | Ñusta (D)               | 7    | 12 | 2  | 1 | 9  | 13 | 39 | −26  |  |
| 13   | Toreros (D)             | 0    | 12 | 0  | 0 | 12 | 8  | 54 | −46  |  |
| 14   | Deportivo Cuenca (D)    | 0    | 12 | 0  | 0 | 12 | 7  | 64 | −57  |  |

 Fuente: FEF
Criterios de clasificación: 1) Puntos; 2) Diferencia de goles; 3) Goles marcados; 4) Goles de visitante; 5) Fair Play; 6) Sorteo Público
Notas:
1. ↑  El Nacional, en todos sus equipos, fue sancionado con 3 puntos menos, por deudas

|  | Descendidos al Ascenso de Fútbol Femenino Profesional de Ecuador de 2025. |

## Segunda etapa

### Cuadrangulares semifinales

#### Grupo A
| Pos. | Equipo               | Pts. | PJ | G | E | P | GF | GC | Dif. |  |     | ÑAÑ | LDU | MAC | CAT |
| ---- | -------------------- | ---- | -- | - | - | - | -- | -- | ---- |  | --- | --- | --- | --- | --- |
| 1    | Ñañas                | 10   | 6  | 3 | 1 | 2 | 8  | 9  | −1   |  |     | —   | 2–1 | 0–1 | 0–3 |
| 2    | Liga de Quito        | 9    | 6  | 3 | 0 | 3 | 14 | 7  | +7   |  |     | —   | 6–0 | 3–1 |     |
| 3    | Macará               | 8    | 6  | 2 | 2 | 2 | 6  | 12 | −6   |  |     | 3–3 |     | —   | 1–3 |
| 4    | Universidad Católica | 7    | 6  | 2 | 1 | 3 | 8  | 8  | 0    |  | 0–1 | 1–3 |     | —   |     |

 Fuente: FEF
|  | Clasificados a la Semifinal. |

| Resultados | Resultados     | Resultados | Resultados     | Resultados          | Resultados   | Resultados |
| Jornada    | Local          | Resultado  | Visitante      | Estadio             | Fecha        | Hora       |
| ---------- | -------------- | ---------- | -------------- | ------------------- | ------------ | ---------- |
| Fecha 1    | Ñañas          | 2 – 1      | Liga de Quito  | Gral. Rumiñahui     | 3 de agosto  | 11ː00      |
| Fecha 1    | Macará         | 1 – 3      | Univ. Católica | Complejo Macará     | 3 de agosto  | 14ː00      |
| Fecha 2    | Univ.Católica  | 0 – 1      | Ñañas          | Gral.Rumiñahui      | 7 de agosto  | 11ː00      |
| Fecha 2    | Liga de Quito  | 6 – 0      | Macará         | Rodrigo Paz Delgado | 7 de agosto  | 16ː00      |
| Fecha 3    | Univ. Católica | 1 – 3      | Liga de Quito  | Gral.Rumiñahui      | 11 de agosto | 10ː00      |
| Fecha 3    | Macará         | 3 – 3      | Ñañas          | Complejo Macará     | 13 de agosto | 12ː00      |
| Fecha 4    | Ñañas          | 0 – 1      | Macará         | Gral. Rumiñahui     | 17 de agosto | 10ː00      |
| Fecha 4    | Liga de Quito  | 3 – 1      | Univ.Católica  | Rodrigo Paz Delgado | 17 de agosto | 12ː00      |
| Fecha 5    | Macará         | 1 – 0      | Liga de Quito  | Complejo Macará     | 21 de agosto | 12:00      |
| Fecha 5    | Ñañas          | 0 – 3      | Univ. Católica | Gral. Rumiñahui     | 21 de agosto | 10:00      |
| Fecha 6    | Liga de Quito  | 1 – 2      | Ñañas          | Rodrigo Paz Delgado | 25 de agosto | 11:00      |
| Fecha 6    | Univ. Católica | 0 – 0      | Macará         | General Rumiñahui   | 25 de agosto | 11:00      |

#### Grupo B
| Pos. | Equipo           | Pts. | PJ | G | E | P | GF | GC | Dif. |  |     | IDV | BSC | LEO | ESP |
| ---- | ---------------- | ---- | -- | - | - | - | -- | -- | ---- |  | --- | --- | --- | --- | --- |
| 1    | Dragonas IDV     | 14   | 6  | 4 | 2 | 0 | 13 | 5  | +8   |  |     | —   |     | 3–1 | 1–0 |
| 2    | Barcelona        | 11   | 6  | 3 | 2 | 1 | 13 | 4  | +9   |  | 1–1 | —   |     | 6–0 |     |
| 3    | Leones del Norte | 9    | 6  | 3 | 0 | 3 | 8  | 10 | −2   |  |     | 1–3 | 1–0 | —   |     |
| 4    | Espuce           | 0    | 6  | 0 | 0 | 6 | 2  | 17 | −15  |  |     | 0–2 | 0–1 | —   |     |

 Fuente: FEF
|  | Clasificados a la Semifinal. |

| Resultados | Resultados       | Resultados | Resultados       | Resultados           | Resultados   | Resultados |
| Jornada    | Local            | Resultado  | Visitante        | Estadio              | Fecha        | Hora       |
| ---------- | ---------------- | ---------- | ---------------- | -------------------- | ------------ | ---------- |
| Fecha 1    | Espuce           | 0 – 1      | Leones del norte | Francisco Reinoso    | 2 de agosto  | 10ː00      |
| Fecha 1    | Barcelona        | 1 – 1      | Dragonas IDV     | Monumental           | 3 de agosto  | 15ː00      |
| Fecha 2    | Leones del Norte | 1 – 0      | Barcelona        | Mpal.de Otavalo      | 7 de agosto  | 10ː00      |
| Fecha 2    | Dragonas IDV     | 1 – 0      | Espuce           | Chubb Arena          | 7 de agosto  | 10ː00      |
| Fecha 3    | Leones del Norte | 1 – 3      | Dragones IDV     | Mpal.de Otavalo      | 10 de agosto | 10ː00      |
| Fecha 3    | Espuce           | 0 – 2      | Barcelona        | Guillermo Albornoz   | 11 de agosto | 15ː00      |
| Fecha 4    | Dragonas IDV     | 3 – 1      | Leones del Norte | Chubb Arena          | 16 de agosto | 10ː30      |
| Fecha 4    | Barcelona        | 6 – 0      | Espuce           | Monumental           | 16 de agosto | 15ː00      |
| Fecha 5    | Barcelona        | 3 – 1      | Leones del Norte | Monumental           | 21 de agosto | 15:00      |
| Fecha 5    | Espuce           | 1 – 4      | Dragonas IDV     | Francisco Reinoso    | 22 de agosto | 10:00      |
| Fecha 6    | Dragonas IDV     | 1 – 1      | Barcelona        | Chubb Arena          | 25 de agosto | 11:00      |
| Fecha 6    | Leones del Norte | 3 – 1      | Espuce           | Municipal de Otavalo | 25 de agosto | 11:00      |

## Semifinales
| Ida; 1 de septiembre | Ñañas | 0 - 0 | Barcelona | Gral Rumiñahui, Sangolquí |  |
| 11:00                |       |       |           |                           |  |

| Ida; 1 de septiembre | Liga de Quito     | 1 - 1 | Dragonas IDV       | Rodrigo Paz Delgado, Quito |  |
| 11:00                | Naomi Brionez 71' |       | Nayely Bolaños 61' |                            |  |

| Vuelta; 7 de septiembre                      | Dragonas IDV | 7 - 0 (Global 8 - 1) | Liga de Quito | Banco Guayaquil, Sangolquí |  |
| 11:00                                        | Karen Litardo 20' · Emily Arias 35' · Karen Páez 57', 86' · Nayely Bolaños 60' · Tabi Roldán 63' · Dome Arboleda 81' · |                      |               |                            |  |
| Maxima goleada en un partido de semifinales. | |                      |               |                            |  |

| Vuelta; 8 de septiembre | Barcelona             | 2 - 1 (Global 2 - 1) | Ñañas | Monumental, Guayaquil |  |
| 15:00                   | Riera 86' (pen.), 88' |                      |       |                       |  |

## Final
| Ida; 14 de septiembre | Barcelona | 0 - 1 | Dragonas IDV   | Monumental, Guayaquil |  |
| 15:00                 |           |       | Karen Páez 19' |                       |  |

| Vuelta; 21 de septiembre | Dragonas IDV                                  | 4 - 0 (Global 5-0) | Barcelona | Banco Guayaquil, Sangolquí |  |
| 11:00                    | Nayely Bolaños 23', 28', 34' · Karen Páez 73' |                    |           |                            |  |

|                                                  |
| [[Archivo:\|50px\|border\|Bandera de Pichincha]] |
| Campeón invicto Dragonas IDV 1.er título         |